# 城际2型柴油动车组 (丹麦国家铁路)
城际2型柴油动车组（丹麦语原名：IC2，丹麦语又称：Litra MP，中文又称：丹麦国铁MP型柴油动车组、丹麥國鐵IC2型柴油列車）丹麦国家铁路所使用的一型两节编组柴油客运动车组。由4节编组的“城际4型柴油动车组”衍生而来，两者除编组外有着相似的外观和配置，均使用关节式转向架。均由安萨尔多百瑞达（后被日立收购，并改称“日立轨道意大利”）为丹麦国家铁路研制。“城际2型柴油动车组”制造于2010年—2013年间，2012年投入运营，2016年退出运营。

## 名称含义
中文名“城际2型柴油动车组”和丹麦文名称“IC2”中的中文“城际”和丹麦文“IC”表示用于城际列车，“2”表示两节编组。而非“所在系列的第2个型号”。

## 图片集

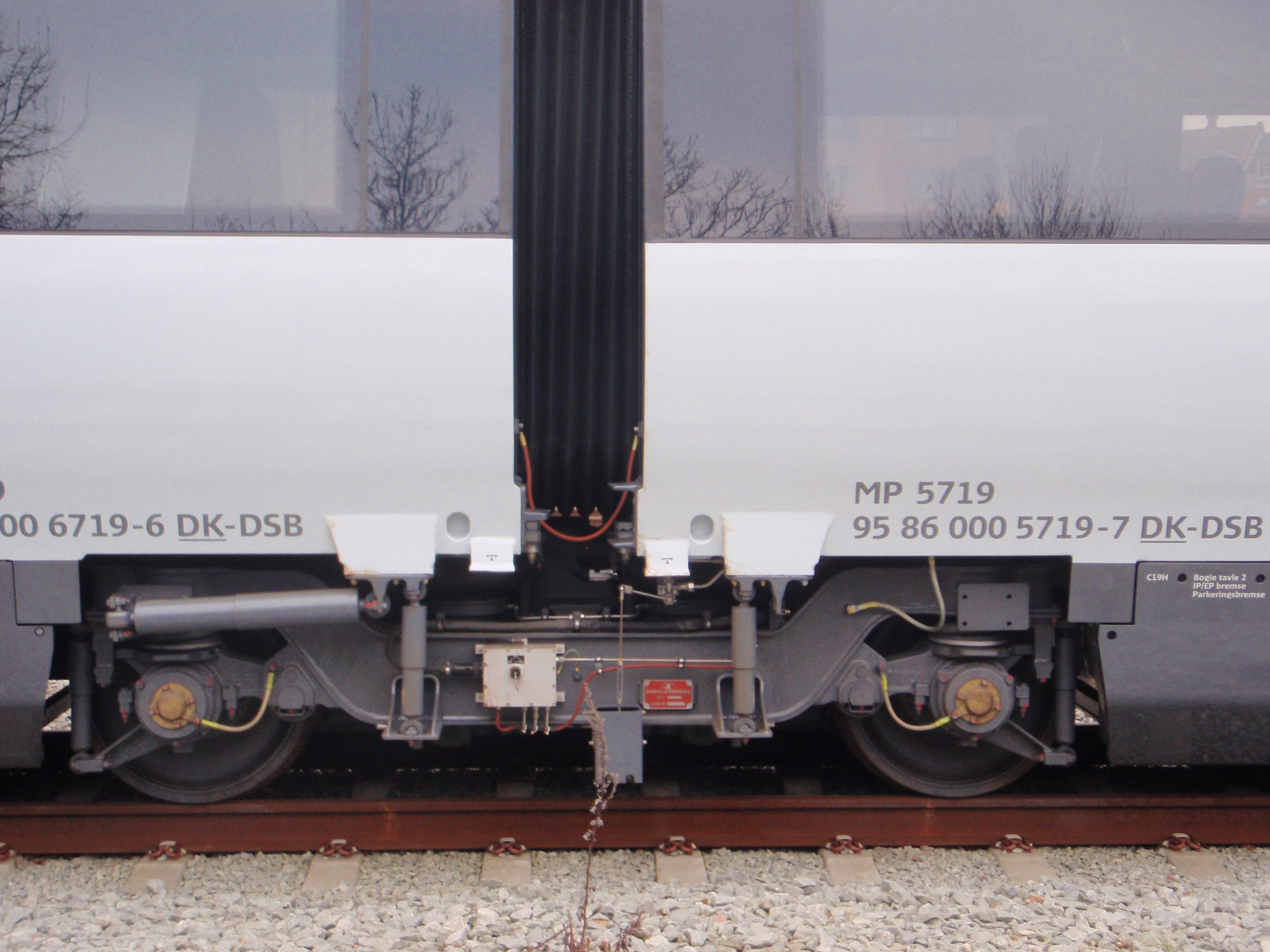
位于两节车厢连接处的关节式转向架
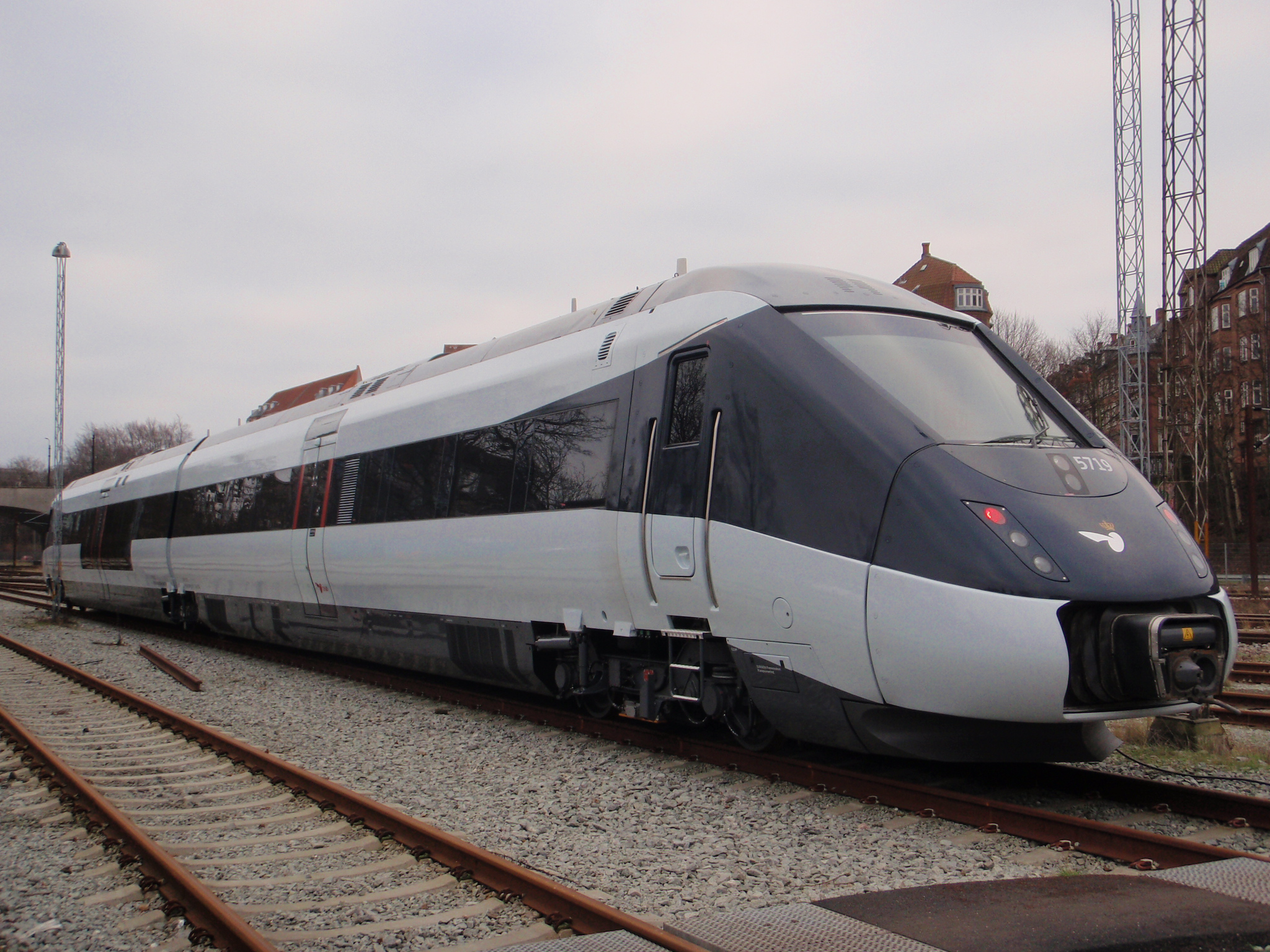
“城际2型柴油动车组”的两节车厢一节全车厢为高地板；另一节车厢中间部分为低地板，其余部分为高地板

## 技术参数
| 类型         | 柴油客运动车组                             |
| 编组         | 两节编组                                   |
| 全列长度     | 48米                                       |
| 车厢长度     | 24米                                       |
| 宽度         | 3.15米                                     |
| 高度         | 4.2米                                      |
| 地板高度     | 600毫米（低地板车厢） 1290毫米（其余车厢） |
| 适应站台高度 | 550毫米                                    |
| 重量         | 102吨                                      |
| 轨距         | 1435毫米（标准轨）                         |
| 车体材质     | 铝                                         |
| 座位数       | 113座                                      |
| 最高营运速度 | 200千米/小时                               |
| 加速度       | 1.2米/秒2                                  |
| 发动机       | 两台依维柯V8柴油发动机                     |
| 牵引功率     | 2 × 560千瓦                                |
| 传动方式     | 机械传动                                   |
| 连接器       | 夏芬博格式車鈎                             |
| 制动方式     | 空气制动 电阻制动 磁轨制动                 |
| 安全防护系统 | 丹麦列车自动控制系统                       |

## 其它同名动车组
在丹麦还有一型同名的普速柴油客运动车组，由Adtranz（现已被庞巴迪收购）在丹麦兰讷斯的工厂制造。先后被丹麦的多间中小型铁路公司使用，两型同名的动车组除名称含义相同外无任何关系，外观及配置均有很大的不同。